# EGS-zs8-1
EGS-zs8-1 est l'ancienne détentrice du record de la galaxie la plus lointaine jamais observée. Sa distance est évaluée à environ 13,1 milliards d'années-lumière dans la constellation du Bouvier,,,.